# Ecologia social (campo acadêmico)
A ecologia social é uma disciplina acadêmica que estuda as relações entre as pessoas e seu ambiente, geralmente a interdependência de pessoas, grupos e instituições. Evoluindo a partir da ecologia biológica, da ecologia humana, da teoria geral de sistemas e da psicologia ecológica, a ecologia social adota uma "perspectiva ampla e interdisciplinar que presta mais atenção aos contextos sociais, psicológicos, institucionais e culturais das relações entre pessoas e meio ambiente do que as versões anteriores da ecologia humana.” O conceito foi usado para estudar uma ampla gama de problemas e políticas sociais nas ciências sociais e comportamentais.

## Orientação conceitual
Conforme descrito pelo ecologista acadêmico Daniel Stokols, os princípios centrais da ecologia social incluem:
- Estrutura multidimensional do ambiente humano: características físicas e sociais, naturais e construídas; material objetivo e simbólico (ou semiótico) percebido; recursos virtuais e baseados no local;
- Análise multidisciplinar, multinível e contextual das relações entre as pessoas e o meio ambiente, que abrange escalas proximais e distais (de um escopo espacial a um amplo, amplo, sociocultural e temporal);
- Princípios de sistemas, especialmente ciclos de feedback, interdependência de elementos do sistema, antecipação de efeitos colaterais indesejados de políticas públicas e intervenções ambientais;
- Tradução dos resultados da teoria e da pesquisa em intervenções comunitárias e políticas públicas.
- Privilegiar e combinar perspectivas acadêmicas e não acadêmicas, incluindo cientistas e acadêmicos, cidadãos leigos e grupos de partes interessadas da comunidade, líderes empresariais e outros grupos profissionais e tomadores de decisão do governo.
- Valores e orientação transdisciplinares, sintetizando conceitos e métodos de diferentes campos que pertencem a tópicos de pesquisa específicos.[4]

O termo ecologia social também pode se referir à socioecologia, que é mais do que estudar a interdependência entre indivíduos, grupos e instituições; é o estudo científico de como a estrutura e a organização social são influenciadas pelo ambiente de um organismo. A socioecologia está principalmente relacionada à antropologia, geografia, sociologia e ecologia. Especificamente, o termo é usado na ecologia humana, no estudo da interação entre humanos e seu ambiente.